# NGC 1822
NGC 1822 (również ESO 85-SC42) – gromada otwarta znajdująca się w gwiazdozbiorze Złotej Ryby. Należy do Wielkiego Obłoku Magellana. Odkrył ją John Herschel 20 grudnia 1835 roku.